# الرابطة البرلمانية 1953–54
الرابطة البرلمانية 1953–54 (بالإنجليزية: 1953–54 Isthmian League)‏ هو موسم من دوري إسثميان. فاز فيه نادي بروملي.